# Doľany (Prešov)
|  | Per a altres significats, vegeu «Doľany (Bratislava)». |

Doľany és un poble i municipi d'Eslovàquia. Es troba a la regió de Prešov, al nord del país.

## Història
La primera referència escrita de la vila data del 1314.

## Demografia
| Godina             | 1994 | 2004    | 2014    | 2024    |
| ------------------ | ---- | ------- | ------- | ------- |
| Nombre de persones | 274  | 430     | 655     | 901     |
| Diferència         |      | +56,93% | +52,32% | +37,55% |

| Godina             | 2023 | 2024   |
| ------------------ | ---- | ------ |
| Nombre de persones | 865  | 901    |
| Diferència         |      | +4,16% |